# Auf das, was da noch kommt
Auf das, was da noch kommt ist ein Duett der deutschen Singer-Songwriter Max Giesinger und Lotte. Das Stück ist die vierte Singleauskopplung aus Giesingers drittem Studioalbum Die Reise beziehungsweise die zweite Singleauskopplung aus Lottes zweitem Studioalbum Glück.

## Entstehung und Artwork
Auf das, was da noch kommt wurde gemeinsam von Max Giesinger, Jules Kalmbacher, Charlotte Rezbach (Lotte) und Jens Schneider geschrieben. Die Produktion erfolgte durch die Zusammenarbeit von Kalmbacher und Schneider, beide zeichneten darüber hinaus auch als Tonmeister für die Aufnahme verantwortlich. Abgemischt wurde das Stück von Benedikt Maile. Das Mastering erfolgte durch 24-96 Mastering unter der Leitung von Robin Schmidt.
Auf dem Frontcover der Single ist – neben Künstlernamen und Liedtitel – ein Porträt der beiden Interpreten zu sehen. Giesinger sitzt im Schneidersitz auf dem Boden, Lotte lehnt sich an ihn. Am Rand des Covers sind die Künstlernamen und der Liedtitel angebracht. Das Cover wurde erstmals am 22. August 2019 präsentiert.

## Veröffentlichung und Promotion
Die Erstveröffentlichung von Auf das, was da noch kommt erfolgte als Einzeldownload am 23. August 2019 durch das Musiklabel Columbia Records. Verlegt wurde das Lied durch BMG Rights Management, Jules Kalmbacher Edition, Sony/ATV Music Publishing und Wolpertinger Edition. Der Vertrieb erfolgte durch Sony Music Entertainment. Das Lied befindet sich auf der „Deluxe Version“ von Giesingers dritten Studioalbum Die Reise sowie auf Lottes zweitem Studioalbum Glück.
Das Duett wurde erstmals am 16. August 2019 beworben, als beide Künstler ein gemeinsames Bild von sich mit dem Hinweis „23-08-19“ auf ihren sozialen Medien veröffentlichten. Es folgten gemeinsame Liveauftritte im ARD-Morgenmagazin sowie zur Hauptsendezeit bei Luke! Die Greatnightshow und Die Liveshow bei dir zuhause. Im Jahr 2021 wurde Auf das, was da noch kommt zum Titellied der Heimatfilm-Reihe Marie fängt Feuer.

## Inhalt
Die Musik und der Text wurden gemeinsam von Max Giesinger, Jules Kalmbacher, Charlotte Rezbach (Lotte) und Jens Schneider geschrieben beziehungsweise komponiert. Musikalisch bewegt sich das Lied im Bereich der Popmusik. Das Tempo beträgt 120 Schläge pro Minute. Inhaltlich geht es in dem deutschsprachigen Lied um die Themen Freundschaft, das Leben und Glücksmomente.
Im Interview mit Michael Patrick Kelly während der siebten Staffel von Sing meinen Song – Das Tauschkonzert beschrieb Giesinger das Stück als eine „Hymne aufs Weitermachen und des Immerwiederaufstehens“. Er verarbeite darin selbst diverse Tiefpunkte, die er auf dem Weg zum Musiker hinnehmen musste, wie unter anderem dritte oder vierte Plätze bei Musikwettbewerben mit seinen Bands, Absagen von Musikhochschulen wie der Popakademie Baden-Württemberg oder dem Tief nach seiner Teilnahme bei The Voice of Germany, bei dem er nach dem kurzen Erfolg durch die Musikshow erneut Absagen von Plattenfirmen hinnehmen musste.
Aufgebaut ist das Lied auf zwei Strophen, einer Bridge sowie einem Refrain. Es beginnt mit der ersten Strophe, die von Giesinger alleine gesungen wird. Der zweite Teil wird im Duett gesungen. Auf die erste Strophe folgt zunächst als Einleitung zum Refrain ein zweizeiliger „Pre-Chorus“, ehe der eigentliche Refrain anschließt. Beide Teile werden im Duett von Giesinger und Lotte gesungen. Die zweite Strophe wird komplett im Duett gesungen. Nach dem zweiten Refrain folgt eine gemeinsam gesungene Bridge, an diese sich erneut der Pre-Chorus anschließt, der alleine von Lotte gesungen wird. Das Lied endet schließlich mit dem dritten gemeinsam gesungenen Refrain.

## Musikvideo
Das Musikvideo zu Auf das, was da noch kommt wurde an zwei Tagen gedreht und feierte am 27. August 2019 seine Premiere auf der Videoplattform YouTube. Bereits drei Tage zuvor, am 24. August 2019, begannen beide Künstler damit, kurze Ausschnitte aus dem Video zu posten. Giesinger und Lotte spielen die Rolle eines erfolglosen Musikerduos, das unter anderem auf der Betriebsfeier einer Versicherungsgesellschaft, bei der Neueröffnung eines Baumarktes und in einer Bar spielt. Das Video endet damit, dass die beiden Musiker nach ihrem Auftritt in der Bar im dortigen Fernseher eine fiktive Ausgabe von Luke! Die Woche und ich sehen, in der Mark Forster mit ihrem Lied auftritt.
Im Video kommt es zu zahlreichen Gastauftritten prominenter Personen: Revolverheld (Versicherungsangestellte), Stephanie Stumph und Philipp Dittberner (Altenpfleger), Steven Gätjen (Filialleiter Baumarkt), Tonbandgerät und Tim Mälzer (Besucher Baumarkt), Tom Beck (Polizist), Johannes Oerding (Besucher Bar), Michael Schulte (Barkeeper) und Luke Mockridge (Moderator). Die Gesamtlänge des Videos beträgt 5:10 Minuten. Regie führten wie schon bei mehreren Musikvideos von Giesinger oder Lotte erneut Nico Koenen und Patrick Wulf. Bis Februar 2025 zählte das Musikvideo über 6,9 Millionen Aufrufe bei YouTube.

## Mitwirkende
| Liedproduktion - Max Giesinger: Gesang, Komponist, Liedtexter - Jules Kalmbacher: Komponist, Liedtexter, Musikproduzent, Tonmeister - Benedikt Maile: Abmischung - Charlotte Rezbach (Lotte): Gesang, Komponist, Liedtexter - Robin Schmidt: Mastering - Jens Schneider: Komponist, Liedtexter, Musikproduzent, Tonmeister Unternehmen - Bildreich Hamburg: Filmproduzent (Musikvideo) - BMG Rights Management: Verlag - Columbia Records: Musiklabel - Jules Kalmbacher Edition: Verlag - Sony/ATV Music Publishing: Verlag - Sony Music Entertainment: Vertrieb - Wolpertinger Edition: Verlag | Musikvideo - Fynn Freund: Fotograf - Ewa Isabella: Maske - Jeanette Johansen: Maske - Andreas Klein: Beleuchter - Nico Koenen: Filmeditor, Regisseur, Visueller Effekt - Ben Kuschnik: Filmproduzent - Raik Lingner: Oberbeleuchter - Joel Vila: Filmproduzent - Patrick Wulf: Filmeditor, Kameramann, Regisseur, Visueller Effekt |

## Kommerzieller Erfolg

### Chartplatzierungen
Auf das, was da noch kommt erreichte in Deutschland Rang 40 der Singlecharts und konnte sich 14 Wochen in den Top 100 platzieren. In den deutschen Airplaycharts erreichte das Lied mit Rang fünf seine höchste Chartnotierung. Darüber hinaus konnte sich die Single mehrere Wochen in den iTunes-Tagesauswertungen platzieren und erreichte am 5. September 2019 mit Rang zwei die Höchstnotierung.
2019 belegte Auf das, was da noch kommt Rang 45 in den deutschen Airplay-Jahrescharts und war damit nach Hoch (Tim Bendzko) der zweitmeistgespielte deutschsprachige Titel des Jahres.
Für Giesinger als Interpret ist dies der sechste Charterfolg in Deutschland, als Autor erreichte er hiermit zum fünften Mal die deutschen Singlecharts. Lotte erreichte mit Auf das, was da noch kommt erstmals die deutschen Singlecharts als Autorin und Interpretin. Für Kalmbacher stellt die Single den sechsten Charterfolg als Autor und den vierten als Musikproduzenten in Deutschland dar. Schneider erreichte in seiner Autoren- und Produzententätigkeit jeweils zum dritten Mal nach Wenn sie tanzt (Max Giesinger) und Frische Luft (Wincent Weiss) die deutschen Singlecharts.
| ChartsChartplatzierungen | Höchstplatzierung | Wochen |
| ------------------------ | ----------------- | ------ |
| Deutschland (GfK)        | 40 (14 Wo.)       | 14     |

### Auszeichnungen für Musikverkäufe
Im Juni 2021 wurde Auf das, was da noch kommt in Deutschland mit einer Goldenen Schallplatte für 200.000 verkaufte Einheiten ausgezeichnet. Für Giesinger ist es nach 80 Millionen und Wenn sie tanzt die dritte Single, die mindestens Gold-Status erreichte. Lotte bekam hierfür ihre erste Plattenauszeichnung ihrer Karriere.
| Land/Region        | Auszeichnungen für Musikverkäufe (Land/Region, Auszeichnung, Verkäufe) | Verkäufe |
| ------------------ | ---------------------------------------------------------------------- | -------- |
| Deutschland (BVMI) | Gold                                                                   | 200.000  |
| Insgesamt          | 1× Gold ·                                                              | 200.000  |

## Coverversion
Nico Santos coverte das Stück während der siebten Staffel der VOX-Show Sing meinen Song – Das Tauschkonzert. Das Stück erschien als Promo-Single am 6. Mai 2020. Die Coverversion ist auch auf der „Deluxe Edition“ des TV-Samplers Sing Meinen Song – Das Tauschkonzert Vol. 7 zu finden, der am 22. Mai 2020 erschien. In der Chartwoche vom 8. Mai 2020 schaffte es die Coverversion auf Rang 69 der deutschen Downloadcharts.